# Luumäki
Luumäki [ˈluːmæki] ist eine Gemeinde im Osten Finnlands mit 4421 Einwohnern (Stand 31. Dezember 2022). Sie liegt am See Kivijärvi (zu Deutsch Steinsee) in der Landschaft Südkarelien, 37 Kilometer südwestlich der Stadt Lappeenranta. Der Hauptort der Gemeinde ist Taavetti, das um die 1773 von Zarin Katharina II. gegründete Dawydowskaja-Festung herum entstand.
Die Staatsstraße 6 von Pernå ins nordfinnische Kajaani durchquert Luumäki. Zu den Sehenswürdigkeiten der Gemeinde gehören das Kotkaniemi-Haus, in dem der frühere finnische Präsident Pehr Evind Svinhufvud lange wohnte, Verteidigungsstellungen der Salpalinja-Linie aus dem Zweiten Weltkrieg und die 1845 von Carl Ludwig Engel erbaute Kirche. Die Seen im Gemeindegebiet haben eine Gesamtfläche von 110 Quadratkilometern, die Gesamtlänge ihrer Ufer beträgt 800 Kilometer. Insgesamt stehen in Luumäki rund 3000 Ferienhäuser.

## Ortschaften
Zu der Gemeinde gehören die Orte Anjala, Antikkala, Askola, Ellola, Haimila, Heikkilä, Heimala, Hietamies, Himottula, Hirvikallio, Huomola, Huopainen, Husula, Hyyrylä, Iihola, Inkilä, Junttola, Jurvala, Juurikkala, Kannuskoski, Keskinen, Kiurula, Kiviniemi, Kokkola, Kolppola, Kontula, Koskela, Käkölä, Lakkala, Laukkala, Lensula, Luotola, Marttila, Mentula, Metsola, Multiala, Munne, Niemi, Nokkala, Nuppola, Nurmiainen, Okkola, Orkola, Parola, Pitkäpää, Pukkila, Pätärilä, Rantala, Saareks, Saarits, Saksala, Salmi, Sarkalahti, Sarvilahti, Siiropää, Sirkjärvi, Suoanttila, Suonpohja, Sydänmaanlakka, Tapavainola, Taukaniemi, Toikkala, Vainonen, Venäläinen und Viuhkola.

## Söhne und Töchter
- Aarne Kainlauri (1915–2020), Hindernis- und Mittelstreckenläufer
- Ville Itälä (* 1959), Politiker
- Ilkka Remes (* 1962), Schriftsteller
- Jarno Kultanen (* 1973), Eishockeyspieler
- Mikko Kuningas (* 1997), Fußballspieler
- Noora Kaisa Keränen (* 2001), Biathletin